# Cyclograpsus
Cyclograpsus is een geslacht van kreeftachtigen uit de klasse van de Malacostraca (hogere kreeftachtigen).

## Soorten
- Cyclograpsus audouinii H. Milne Edwards, 1837
- Cyclograpsus barbatus (MacLeay, 1838)
- Cyclograpsus beccarii Nobili, 1899
- Cyclograpsus cinereus Dana, 1851
- Cyclograpsus escondidensis Rathbun, 1933
- Cyclograpsus eydouxi H. Milne Edwards, 1853
- Cyclograpsus granulatus Dana, 1851
- Cyclograpsus granulosus H. Milne Edwards, 1853
- Cyclograpsus henshawi Rathbun, 1902
- Cyclograpsus incisus Shen, 1940
- Cyclograpsus insularum Campbell & Griffin, 1966
- Cyclograpsus integer H. Milne Edwards, 1837
- Cyclograpsus intermedius Ortmann, 1894
- Cyclograpsus lavauxi H. Milne Edwards, 1853
- Cyclograpsus longipes Stimpson, 1858
- Cyclograpsus lucidus Dai, Yang, Song & Chen, 1986
- Cyclograpsus punctatus H. Milne Edwards, 1837
- Cyclograpsus sanctaecrucis Griffin, 1968
- Cyclograpsus unidens Nobili, 1905